# 슈토오리자리시

슈토오리자리 시의 위치

슈토오리자리시(마케도니아어: Шуто Оризари)는 마케도니아 공화국의 수도인 스코페를 구성하는 10개 지방 자치체 가운데 하나로 면적은 7.48km2, 인구는 22,017명(2002년 기준)이다. 남쪽으로는 부텔 시, 북쪽으로는 추체르산데보 시와 접한다.